# キックの星
キックの星 (きっくのほし)とは、CS放送・FIGHTING TV サムライで2002年4月より2007年6月28日まで週一回放送されていたキックボクシング情報バラエティ番組。

## 概要
キックボクシングの情報やゲストを迎えてのトーク、選手のみならずキック業界の人物に幅広くスポットを当てた特集、また、司会の大江慎自らタイの裏路地や田舎街をビデオカメラ一台で旅するコーナー「ムエタイ日記」等、CS放送の番組ならではのユニークな切り口で人気を博した。
2003年からは毎年番組企画として「大江慎と行くムエタイツアー」が行われる。2004年には75人の参加者を集め、その年のH.I.S団体企画ツアー最多数を記録。

## メイン司会者
- 大江慎

## アシスタント
- 片岡未来

## ゲスト
- 高杉茂男
- TURBΦ
- 桜井洋平
- 須藤信充
- 高山善廣
- 武田幸三
- 葛西純

他